# Liste des collèges et lycées de Reims
Cette liste a pour objet de faire l'inventaire des collèges et lycées de la ville de Reims.

## Dans la ville deReims

### Collèges publics

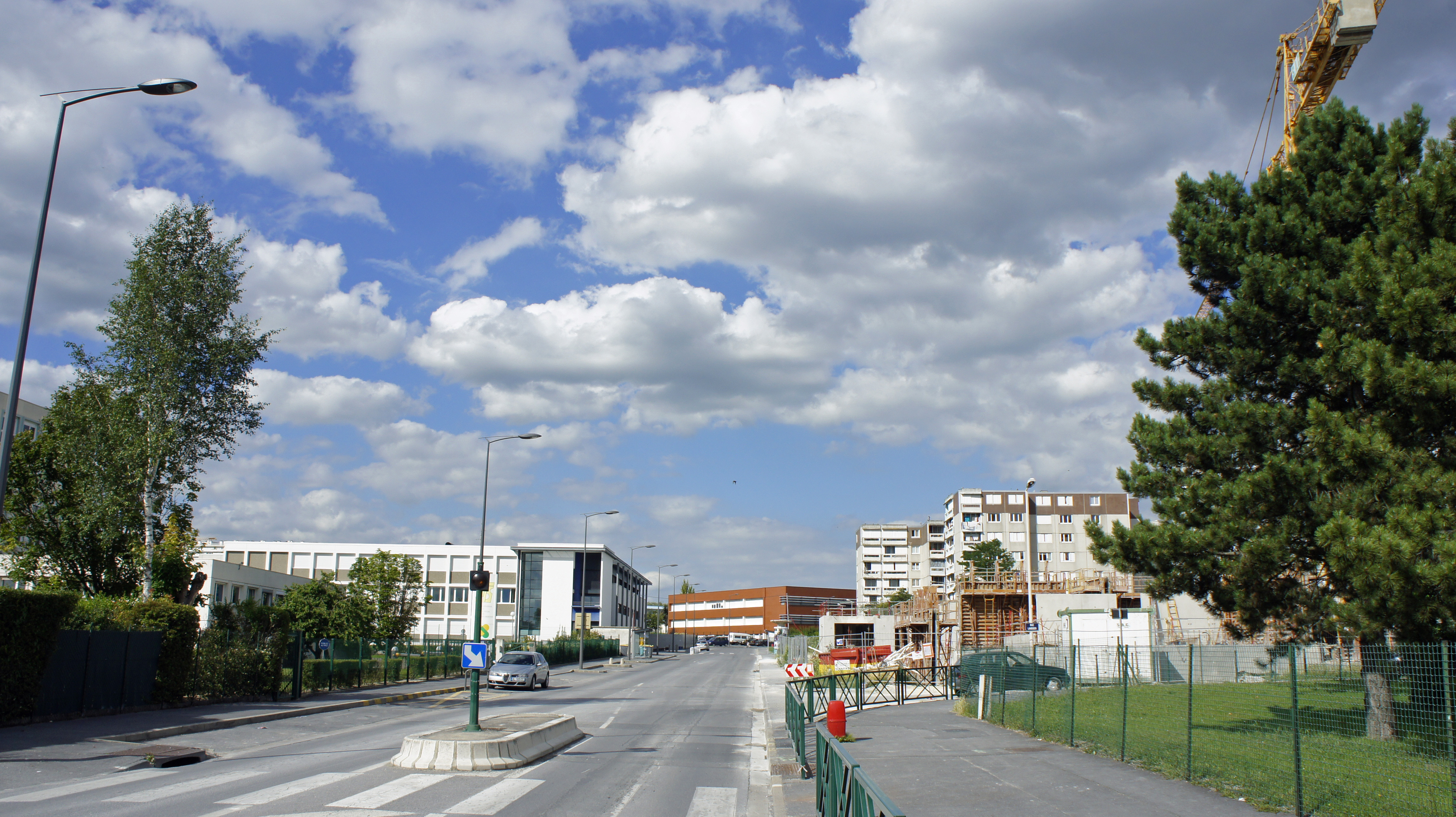
Le collège Joliot-Curie, bâtiment rouge avec deux bandes blanches et le lycée professionnel.

- Collège Colbert : 56 rue du Docteur-Schweitzer - 51100 Reims
- Collège François-Legros : 2 rue François-Legros - BP 75 - 51100 Reims
- Collège Georges-Braque : 3 rue Adrien-Sénéchal - 51100 Reims
- Collège Joliot-Curie : 2 rue Joliot-Curie - 51100 Reims
- Collège Maryse-Bastié : 56 rue Léon-Faucher - BP 1512 - 51100 Reims
- Collège Paul-Fort : 141 rue de Louvois - 51100 Reims
- Collège Pierre-Brossolette : 7 rue Roland-Dorgeles - 51100 Reims
- Collège Robert-Schuman : 1 rue Bertrand-de-Mun - 51100 Reims
- Collège Saint-Rémi : 2 rue Nicolas-Roland - 51100 Reims
- Collège Trois Fontaines : 247 rue Paul-Vaillant-Couturier - 51100 Reims
- Collège Université : 20 rue de l'Université - 51100 Reims

### Collèges privés
- Collège Jeanne-d'Arc : 94 avenue de Laon - CS 20013 - 51100 Reims
- Collège Notre-Dame : 8 rue Saint-Pierre-les-Dames - BP 2004 - 51100 Reims
- Collège Sacré-Cœur : 86 rue de Courlancy - 51100 Reims
- Collège Saint-André : 33 rue Raymond-Guyot - 51100 Reims
- Collège Saint-Joseph : 177 rue des Capucins - 51100 Reims
- Collège Saint-Michel : 1a rue René-Bourgeois - 51100 Reims

### Lycées publics

#### Lycées d’enseignement général et technologique
- Lycée Georges-Clemenceau : 46 avenue Georges-Clemenceau - 51100 Reims
- Lycée-Colbert : 56 rue du Docteur-Schweitzer - 51100 Reims
- Lycée Jean-Jaurès : 17 rue Ruinart-de-Brimont - BP 10338 - 51100 Reims
- Lycée Hugues-Libergier : 55 rue Libergier - 51100 Reims
- Lycée Franklin-Roosevelt : 10 rue Roosevelt - 51100 Reims
- Lycée Marc-Chagall : 60 chaussée Saint-Martin - 51100 Reims

#### Lycées polyvalents
- Lycée François-Arago : 1 rue François-Arago - 51100 Reims
- Lycée Georges-Brière (anciennement Val-de-Murigny) : 2 rue Vauban - 51100 Reims

#### Lycées professionnels
- Lycée professionnel des métiers Raymond Kopa : avenue de l'Yser - BP 1065 - 51100 Reims
- Lycée professionnel Europe : 71 avenue de l'Europe - BP 1059 - 51100 Reims
- Lycée professionnel Gustave-Eiffel : 34 rue de Neufchâtel - BP 10460 - 51100 Reims
- Lycée professionnel Joliot-Curie : 4 rue Frédéric-et-Irène-Joliot-Curie - 51100 Reims

### Lycées privés

#### Lycées d’enseignement général et technologique
- Lycée Jean-XXIII : 18 rue Andrieux - BP 62753 - 51100 Reims.
- Lycée Le Sacré-Cœur : 86 rue de Courlancy - 51100 Reims.
- Lycée Saint-Joseph : 177 rue des Capucins - 51100 Reims.

#### Lycées polyvalents
- Lycée Saint-Jean-Baptiste-de-La-Salle : 20 rue de Contrai - CS 90036 - 51100 Reims
- Lycée Saint-Michel : 39 rue Martin-Peller -51100 Reims

#### Lycées professionnels
- Lycée professionnel Jeanne-d'Arc : 94 avenue de Laon - 51100 Reims

## Dans les villes de l'agglomération rémoise
- Lycée La Salle Reims-Thillois : 4 rue des Écoles - 51370 Thillois